# Tidevandsamplitude
Tidevandsamplitude for et bestemt vandområde er højdeforskellen mellem højvande og lavvande. Tidevand er havets stigen og falden forårsaget af tyngekraftspåvirkninger fra Månen og Solen og Jordens rotation. Tidevandsamplituden er ikke konstant, men forandrer sig afhængig af Månens og Solens placering.
Tidevandsdata for kystområder udgives ofte af nationale hydrografiske tjenester. Da disse data baserer sig på astronomiske fænomener kan de let forudsiges.
Tidevandsamplituden kan udnyttes til at drive vandmølle kaldet tidevandsmøller.